# کلاس مرده
کلاس مُرده (لهستانی: Umarła klasa) یک فیلم مستند لهستانی به کارگردانی آندری وایدا است که در سال ۱۹۷۶ منتشر شد. از بازیگران آن می‌توان به تادئوش کانتور اشاره کرد.